# My Hero Academia: You're Next
My Hero Academia: You're Next (僕のヒーローアカデミア THE MOVIE ユア ネクスト Boku no Hīrō Akademia za Mūbī: Yuā Nekusuto?) este al patrulea film japonez de animație cu supereroi din franciza My Hero Academia. A fost produs de studioul Bones, regizat de Tensai Okamura, iar scenariul a fost scris de Yōsuke Kuroda. Filmul a fost lansat pe 2 august 2024 în cinematografele japoneze, iar în România a fost lansat pe 18 octombrie 2024.

## Sinopsis
Societatea este pe punctul de a se prăbuși după o bătălie feroce între eroi și răufăcători. Pe măsură ce o fortăreață misterioasă se ridică din ruine, Deku și prietenii săi de la U.A. High se confruntă cu o nouă amenințare: Puternicul Dark Might, un antagonist misterios care pare să întruchipeze o versiune răsucită a simbolului lor al păcii, apare pentru a face ravagii.

## Actori de voce
| Personaj                      | Actori             |
| ----------------------------- | ------------------ |
| Izuku Midoriya / Deku         | Daiki Yamashita    |
| Katsuki Bakugo / Dynamight    | Nobuhiko Okamoto   |
| Shōto Todoroki / Shōto        | Yuki Kaji          |
| Ochaco Uraraka / Uravity      | Ayane Sakura       |
| Tenya īda / Ingenium          | Kaito Ishikawa     |
| Momo Yaoyorozu / Creati       | Marina Inoue       |
| Eijiro Kirishima / Red Riot   | Toshiki Masuda     |
| Mina Ashido / Pinky           | Eri Kitamura       |
| Tsuyu Asui / Froppy           | Aoi Yūki           |
| Minoru Mineta / Grape Juice   | Ryō Hirohashi      |
| Denki Kaminari / Chargebolt   | Tasuku Hatanaka    |
| Fumikage Tokoyami / Tsukuyomi | Yoshimasa Hosoya   |
| Kyōka Jirō / Earphone Jack    | Kei Shindō         |
| Hanta Sero / Cellophane       | Kiyotaka Furushima |
| Toshinori Yagi / All Might    | Kenta Miyake       |
| Enji Todoroki / Endeavor      | Tetsu Inada        |
| Keigo Takami / Hawks          | Yuichi Nakamura    |
| Dark Might                    | Kenta Miyake       |
| Giulio Gandini                | Mamoru Miyano      |
| Anna Scervino                 | Meru Nukumi        |
| Hugo Gorrini                  | Ken Uo             |
| Kamil Gorrini                 | Yūki Ono           |
| Deborah Gorrini               | Minako Kotobuki    |
| Paulo Gorrini                 | Yūsuke Kobayashi   |
| Simon Gorrini                 | Michitake Kikuchi  |
| Bruno Gorrini                 | Masaki Terasoma    |